# Chile na Letnich Igrzyskach Olimpijskich 1972
Chile na Letnich Igrzyskach Olimpijskich 1972, reprezentowane było przez 11 sportowców (9 mężczyzn i 2 kobiety). Był to 13. start reprezentacji w historii letnich igrzysk olimpijskich.

## Reprezentanci

### Boks
Mężczyźni
- Héctor Velásquez
  - waga papierowa - 9. miejsce

- Martín Vargas
  - waga musza - 17. miejsce

- Julio Medina
  - waga półśrednia - 17. miejsce

### Jeździectwo
Mężczyźni
- René Varas
  - skoki przez przeszkody indywidualnie - 101. miejsce

- Américo Simonetti
  - skoki przez przeszkody indywidualnie - nie ukończył

- René Varas, Américo Simonetti, Barbara Barone
  - skoki przez przeszkody drużynowo - 9. miejsce

### Lekkoatletyka
Mężczyźni
- Edmundo Warnke
  - bieg na 5000 - odpadł w eliminacjach

Kobiety
- Rosa Molina
  - pchnięcie kulą - 17. miejsce

### Strzelectwo
Mężczyźni
- Jorge Uauy
  - skeet - 17. miejsce

- Antonio Yaqigi
  - skeet - 32. miejsce

### Wioślarstwo
Mężczyźni
- Janis Rodmanis
  - jedynka - odpadł w eliminacjach